# Cliffhanger
Cliffhanger wird hauptsächlich als ein offener Ausgang einer Episode auf ihrem Höhepunkt mit Serials, Fernsehserien, Seifenopern oder seltener mit planvoll fortgesetzten Kinofilmen assoziiert. Die Handlung wird meist in der nächsten oder einer noch späteren Episode fortgesetzt. Auch in der Literatur (z. B. Comics) gibt es Cliffhanger.

## Erläuterung
Das englische Wort Cliffhanger bedeutet wörtlich übersetzt „Klippenhänger“. Der Begriff stammt aus dem Roman A Pair of Blue Eyes von Thomas Hardy aus dem Jahr 1873, der als monatliche Serie in einer Zeitschrift erschien: In einer Szene in den Steilhängen am Bristol Channel kann sich der Protagonist Henry Knight nur noch an einem Büschel Gras festhalten, um nicht in den Tod zu stürzen.
Eine Cliffhanger-Szene band Leser an den Fortsetzungsroman, weil die Auflösung des hängenden (Suspense) Spannungsbogens erst in der nächsten Ausgabe der Zeitschrift oder Zeitung zu erfahren war. Diese Methode der Kundenbindung übernahmen andere zeitgenössische Autoren, vorwiegend solche der Trivialliteratur; der Begriff Cliffhanger verbreitete sich.
Genreerweiternd setzten dann unzählige US-amerikanische Kinoserien (Serials) der 1930er-Jahre (Flash Gordon, Buck Rogers) diese Form plakativer Zuspitzung ein. Diese Filme dauerten üblicherweise etwa 30 Minuten und wurden wöchentlich wechselnd vor dem eigentlichen Hauptfilm gezeigt. Wollte ein Zuschauer die Handlung der Serie verfolgen, musste er wöchentlich ins Kino gehen, egal welcher Hauptfilm gespielt wurde.
Eine Besonderheit war die Zeichentrickserie Mighty Mouse (deutsch auch Oskar, die Supermaus): Statt mit einem Cliffhanger zu enden, begannen die Folgen mit einer typischerweise als Cliffhanger eingesetzten Szene.
Psychologisch wurde das Phänomen bereits in den 1920er-Jahren von der Forschungsgruppe um den Gestaltpsychologen Kurt Lewin untersucht. Seine Mitarbeiterin Bluma Zeigarnik wies experimentell nach, dass man sich an unterbrochene Handlungen unter bestimmten Voraussetzungen besser erinnert als an vollendete (Zeigarnik-Effekt).

## Kinofilme mit Cliffhangern
Mittlerweile gibt es einige Kinofilme, die mit einem Cliffhanger enden und einen weiteren Teil nach sich ziehen. Dabei ist es oft so, dass der Nachfolgeteil bereits geplant oder sogar gedreht ist. Beispiele dafür sind:
- Aliens vs. Predator
- Arthur und die Minimoys 2 – Die Rückkehr des bösen M
- Avengers: Infinity War
- Batman Begins
- Der blutige Pfad Gottes 2 (noch keine Fortsetzung gedreht)
- Der Goldene Kompass (noch keine Fortsetzung gedreht)
- Der Tiger von Eschnapur
- Fantastic Four
- Pirates of the Caribbean – Fluch der Karibik 2
- Godzilla (mit einer Animationsserie fortgesetzt)
- Pitch Black – Planet der Finsternis
- Resident Evil
- Riddick: Chroniken eines Kriegers
- Sherlock Holmes
- Skyline
- Spawn (noch keine Fortsetzung gedreht)
- Zurück in die Zukunft II

Eine besondere Variante ist der Film Charlie staubt Millionen ab (The Italian Job, 1969), weil sein Ende ein „Cliffhanger“ im wörtlichen Sinne ist, eine zunächst geplante Fortsetzung, die aber nie gedreht wurde.

## Fernsehserien mit Cliffhangern
Besonders in Fernsehserien arbeiten die Autoren gern mit Cliffhangern, um so den Zuschauer zu veranlassen, sich auch die kommende Folge anzuschauen. Besonders ausgeklügelte Cliffhanger gibt es zum Ende einer Staffel, da man schwer einschätzen kann, wie viele Zuschauer über die Sommerpause der jeweiligen Serie treu bleiben. Oft arbeiten die Autoren dann mit extremen Überraschungen in der Handlung und mit brenzligen Situationen, in denen das Leben eines oder mehrerer der Hauptcharaktere in Gefahr ist. Damit ist es auch möglich, bestimmte Personen wegen fehlgeschlagener Honorarverhandlungen in der Staffelpause ausscheiden zu lassen. Diese Form des Staffelabschlusses prägten insbesondere die großen Abendsoaps in den 1980er-Jahren, wie Dallas und Der Denver-Clan. Auch das Fernsehspiel des Durbridge-Sechsteilers Das Halstuch arbeitete mit diesem Effekt. Immer wieder werden Serien mit bestehendem Cliffhanger eingestellt (z. B. My Name Is Earl, Heroes, What’s Up, Dad?). Der Grund dafür liegt häufig darin, dass Serien, deren Zuschauerzahlen abnehmen, die Staffel mit einem Cliffhanger enden lassen, um die Zuschauerzahl wieder zu erhöhen. Trotzdem werden die Serien dann doch noch eingestellt. So sorgte etwa die Serie Alf für Aufregung, da die letzte Episode auf ein perfektes Serienfinale zusteuert und am Ende doch in einen Cliffhanger mündet. Diese Serie wurde dennoch eingestellt; den Cliffhanger löste man jedoch durch den Kinofilm Alf – Der Film auf. Die Emmy-gekrönte AMC-Serie Breaking Bad oder die ebenfalls von AMC produzierte Serie The Walking Dead arbeiten sehr viel mit Cliffhangern. Auch die deutschen Fernsehserien Lindenstraße und Rote Rosen enden entsprechend. Die US-amerikanischen Actionserie Arrow schließt jede Staffel mit einem Cliffhanger, zudem wird in der 9. Episode der 3. Staffel Protagonist Oliver Queen von Ra’s al Ghul bei einem Duell auf einem verschneiten Berg im Hindukusch mit einem Säbel durchbohrt und von einer Klippe gestoßen, woran er augenscheinlich stirbt. Dieser Cliffhanger wird erst in der übernächsten Episode aufgelöst.